# Tunel kolejowy w Szklarskiej Porębie
Tunel kolejowy w Szklarskiej Porębie (Tunel pod Zbójnickimi Skałami, niem. Moltke-Tunnel) – jednotorowy tunel kolejowy w Szklarskiej Porębie w województwie dolnośląskim. Przez tunel przebiega linia kolejowa nr 311 z Jeleniej Góry do Harrachova, łącząca Polskę z Czechami, tzw. Kolej Izerska. Przechodzi przez granitowy stok Wysokiego Grzbietu w Górach Izerskich, poniżej Zbójnickich Skał, między stacjami Górzyniec a Szklarska Poręba Dolna.

## Opis
Tunel o długości 145 m, o kształcie owalnym, wykończony w obudowie kamiennej z klińców. W ociosach tunelu wykonano kilka wnęk. Udostępnienie tunelu dla ruchu kolejowego nastąpiło 25 czerwca 1902. Tunel zelektryfikowany wraz z całą linią kolejową w 1923. Do 1945 nazwa tunelu upamiętniała Helmuta Karla Bernharda von Moltke – pruskiego generała i feldmarszałka, reformatora armii pruskiej, a potem niemieckiej.